# WY Cassiopeiae
WY Cassiopeiae (WY Cas / CSS 1345 / GSC 04009-01430) és un estel variable a la constel·lació de Cassiopea. En ser un estel distant, la seva distància respecte al sistema solar és incerta; diverses fonts donen una xifra compresa entre 2.000 i 3.160 anys llum.
De tipus espectral S6.5pe, WY Cassiopeiae és un estel de tipus S —com π¹ Gruis o χ Cygni— amb una temperatura superfical de només 2.200 K. La seva lluminositat és 6.700 vegades superior a la lluminositat solar. A l'actualitat, perd massa estel·lar a raó de 2,26 × 10-6 masses solars per any. Una altra característica d'aquests estels és la seva gran grandària; el radi de WY Cassiopeiae és ~ 575 vegades més gran que el radi solar, equivalent a 2,7 ua; si estiguera en el lloc del Sol, les òrbites dels quatre planetes interiors quedarien englobades a l'interior de l'estel.
WY Cassiopeiae és una variable Mira la lluentor de la qual oscil·la entre magnitud +10,0 i +16,9 al llarg d'un període de 476,56 dies. En aquestes variables —el prototip de les quals és la coneguda Mira (ο Ceti)— la inestabilitat prové de pulsacions en la superfície estel·lar, cosa que provoca canvis de color i lluentor. Algunes d'elles, entre les quals es troben R Cassiopeiae, S Cassiopeiae així com la pròpia WY Cassiopeiae, mostren emissió màser de SiO.